# Эгеде, Муте Боуруп
Муте Боуруп Эгеде (дат. Múte Bourup Egede; род. 11 марта 1987, Нуук) — гренландский политический и государственный деятель.Председатель партии «Народное сообщество» с 2018 года. Министр финансов и налогообложения Гренландии с 28 марта 2025 года. В прошлом — премьер-министр Гренландии (2021—2025). С 2015 года является членом парламента Гренландии. Выступает за обретение Гренландией независимости от Дании и принимает участие в работе над конституцией будущей независимой Гренландии.

## Биография
Родился в Нууке, вырос в Нарсаке на юге Гренландии. Окончил гимназию в Какортоке, а затем начал изучать культурную и социальную историю в Гренландском университете в 2007 году. В период с 2011 по 2012 год был вице-председателем Гренландского академического студенческого общества KISAQ. Он бросил учёбу в 2013 году, чтобы возглавить семейную компанию по производству кормов, которой руководил его отец.
В 2007 году стал членом молодёжного парламента Гренландии, а с 2013 по 2015 год председателем молодёжного крыла «Народного сообщества».
На парламентских выборах в Дании 2015 года был кандидатом в Фолькетинг от партии «Народное сообщество». Он получил 2131 голос, что недостаточно для места в парламенте.
В период с 2016 по 2018 год занимал должность министра сырья и труда, а также в течение трёх месяцев в 2017 году исполнял обязанности министра коммун, деревень, отдалённых районов, инфраструктуры и жилья.
1 декабря 2018 года был избран председателем «Народного сообщества», сменив Сару Ольсвиг.
Выступает за независимость Гренландии от Дании.
На парламентских выборах 6 апреля 2021 года его партия набрала 36,6 % голосов, став крупнейшей в парламенте. Получил 3380 голосов избирателей, что стало на 1500 голосов больше, чем набрал действующий премьер-министр Ким Кильсен из партии «Сиумут». Стал самым молодым премьер-министром в истории Гренландии. Сформировал новое правительство и 23 апреля парламент Гренландии утвердил его на должность премьер-министра. 
Обвинил правительство Дании в совершении геноцида на территории Гренландии.
На парламентских выборах 11 марта 2025 года победила оппозиционная партия «Демокраатит» во главе с Йенсом-Фредериком Нильсеном. 28 марта Муте Эгеде назначен министром финансов и налогообложения Гренландии в коалиционном правительстве под руководством нового премьер-министра Йенса-Фредерика Нильсена.

## Личная жизнь
Имеет двоих детей от бывшей сожительницы.